# Wiener-Modell

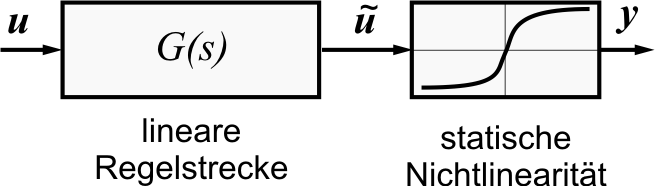
Blockschaltbild eines Wiener-Modells, das aus der Reihenschaltung eines linearen Systems und einer statischen Nichtlinearität besteht

Das Wiener-Modell (nach dem US-amerikanischen Mathematiker Norbert Wiener) ist eine spezielle Modellform für nichtlineare dynamische Systeme. Charakteristisch ist die Struktur, bestehend aus der Reihenschaltung eines linearen zeitinvarianten dynamischen Systems und einer statischen Nichtlinearität. Beim Hammerstein-Modell sind die gleichen Elemente in anderer Reihenfolge angeordnet.
Das Wiener-Modell ist sowohl für Eingrößen- als auch für Mehrgrößensysteme definiert.
Das Wiener-Modell wird allgemein  in der Regelungstechnik angewendet, beispielsweise in Modellbildung, Systemidentifikation und Reglerentwurf.
Für Eingrößensysteme lautet die mathematische Beschreibung
{\displaystyle {\tilde {u}}(t)=u(t)*g(t)}
{\displaystyle y(t)=f({\tilde {u}})},
wobei
- {\displaystyle g(t)} die zur Übertragungsfunktion {\displaystyle G(s)} des linearen Systems gehörende Impulsantwort ist und
- {\displaystyle *} den Faltungsoperator bezeichnet.